# David Juříček
David Juříček (* 8. srpna 1974, Olomouc) je bývalý dlouholetý český házenkářský reprezentant. Jeho poslední působení se váže s nováčkem extraligy 2014/2015 Tatranem Litovel. V Litovli působil 2 roky, potom se rozhodl ukončit hráčskou kariéru. Dlouhou dobu působil v jednom z nejslavnějších českých házenkářských klubů HCB Karviná, v roce 2004 přestoupil do francouzského klubu Montpellier HB, poslední tři sezóny francouzského angažmá strávil od roku 2011 v klubu Saint Raphäel Var Handball. Na mistrovství světa v házené v roce 2005 byl vyhlášen nejlepším pivotem turnaje.